# Android 11
Android 11 es la undécima versión principal y la decimoctava versión móvil del sistema operativo móvil Android. Fue lanzado el 8 de septiembre de 2020. Los nombres de lanzamiento alfabéticos basados en postres se descontinuaron a partir de Android 10; por lo tanto, el sistema operativo fue inmediatamente calificado como "Android 11". El logotipo del lanzamiento presenta un dial girado a 11, una referencia a la película de falso documental musical This Is Spinal Tap.

Logotipo de la versión preliminar para desarrolladores de Android 11.

## Historia
La primera versión preliminar para desarrolladores de Android 11 fue lanzada el 19 de febrero de 2020, como una imagen de fábrica para los teléfonos inteligentes compatibles con Google Pixel (excluyendo los Pixel y Pixel XL de primera generación). Es la primera de las tres versiones mensuales de vista previa para desarrolladores que se publicarán antes de la primera versión beta en el Google I/O en mayo. Se declarará un estado de "estabilidad de la plataforma" para junio de 2020, y se espera que el lanzamiento final ocurra en el tercer trimestre de 2020.
Android 11 fue lanzado el 8 de septiembre de 2020.

## Características
Las nuevas características de la plataforma incluidas en Android 11 DP1 incluyen mejoras para admitir teléfonos inteligentes plegables, 5G, Project Mainline (servicio de componentes del sistema a través de Google Play Store) y HEIF. También se incluirá soporte para la autenticación de llamadas STIR/SHAKEN. Google también declaró planes para una "sección de conversación dedicada en el campo de notificaciones", la capacidad de otorgar solo ciertos permisos a las aplicaciones caso por caso (de manera similar a iOS 13 y One UI de Samsung) e introducir una aplicación más estricta del "almacenamiento con alcance" sistema.
- Burbujas flotantes para notificaciones. (Los avisos serán más visuales e intuitivos para el usuario, de tal manera que se podrá acceder a ellos de forma más sencilla).
- Introducción de la función Nearby Sharing, anteriormente conocida como Fast Sharing. (Será posible enviar todo tipo de contenido entre dispositivos sin utilizar conexión a Internet, igual que la tecnología AirDrop en dispositivos Apple).
- Acceso al reproductor de música a través de los ajustes rápidos.
- El modo oscuro agrega una nueva opción por la que será posible activarlo o desactivarlo según la hora del día.
- El modo Bluetooth permanecerá encendido cuando se active el modo avión. (Esto facilitará que los usuarios puedan conectar rápidamente auriculares inalámbricos u otros dispositivos Bluetooth durante el vuelo).
- Nuevos emojis.
- Rediseño de iconos de la interfaz.
- Nuevo menú de apagado. (Será posible escoger qué opciones deben aparecer en el menú).
- Se mostrarán sugerencias de aplicaciones en la interfaz, las cuales serán seleccionadas por Android dependiendo de las rutinas y gustos personales del usuario.
- Integración de nuevo centro de control de electrodomésticos conectados. (Se podrá controlar cualquier aparato electrónico conectado a la red de casa desde un acceso directo de la nueva interfaz).
- Mejoras de conectividad y experiencia en el uso de redes 5G.
- Soporte para ángulo de pantalla en móviles plegables.
- API de detección de llamadas spam.
- Soporte nativo de grabación de pantalla.
- Se agrega la opción para aumentar la sensibilidad táctil del dispositivo en el menú de configuración. (Será útil para los usuarios que utilizan protectores de pantalla en los dispositivos móviles).
- Modo PiP ajustable. (Esta nueva herramienta consiste en poder ajustar el tamaño de los vídeos que se reproducen en el fondo de aplicaciones como Facebook, Twitter, Instagram o WhatsApp, de tal manera que se podrá disfrutar de contenido multimedia con una mejor resolución mientras se navega en otras páginas o apps).
- Mejoras para cámaras, incluyendo un soporte nativo para fotos con formato HEIF de alta eficiencia.
- Se podrá silenciar notificaciones de algunas apps que suelen ocupar espacio en la pantalla y no se pueden eliminar.
- Mejoras en el Asistente de Google con la voz. (El sistema podrá leer lo que se muestra en pantalla sin etiquetar apps o acciones, por lo que bastará que el usuario mencione en voz alta una app o la acción para que el sistema responda a sus acciones).
- Conexión inalámbrica para Android Auto.
- Mejoras en la privacidad y seguridad del dispositivo.

| Predecesor: Android 10 | 'Android 11' 2020 | Sucesor: Android 12 |